# 特蘭德爾島

特蘭德爾島（英語：Trundle Island）是南極洲的島嶼，位於京格爾島東北面1.9公里，屬於比斯科群島中皮特群島的一部分，由英國南極名稱諮詢委員會命名，現時由南極條約體系管理。